# Boutteville
Boutteville é uma comuna francesa na região administrativa da Normandia, no departamento Mancha. Estende-se por uma área de 1,82 km². Em 2010 a comuna tinha 79 habitantes (densidade: 43,4 hab./km²).